# Г'ю Лорі
Дже́ймс Г'ю Ке́лам Ло́рі (англ. James Hugh Calum Laurie, нар. 11 червня 1959) — англійський актор, комік, письменник та музикант. Офіцер Ордену Британської імперії. Його перші професійні здобу́тки були досягнені у співпраці з його товаришем Стівеном Фраєм, зокрема в популярному серіалі «Дживс і Вустер». Найвідомішою роботою Лорі є роль у серіалі «Доктор Хаус».

## Життєпис
Г'ю Лорі народився в Оксфорді , Англія — наймолодший з чотирьох дітей доктора Вільяма Джорджа Ренальда Мандела і Патриції Лорі, має брата (Чарльз Александер Ліон Манделл Лорі, старший на шість років) та дві сестри (Сьюзен і Джанет). Його матір — Патриція (до шлюбу Лейблау), померла від хвороби моторних нейронів у 73-річному віці, коли Лорі виповнилося 29. За словами Г'ю, це були два надзвичайно важких роки для всієї сім'ї, коли всі тільки й могли спостерігати за її жахливо-повільним вмиранням. Батько Г'ю, W.G.R.M. «Рен» Лорі, був дільничним лікарем, який, крім того, отримав Золоту медаль з греблі на «Лондонських іграх» 1948 року.
Відвідував Дрегонську школу, відому підготовчу школу в Оксфорді перед тим, як вступити до Ітону, а потім до Сельвінського коледжу; крім того, закінчив Кембридж за фахом антропологія і археологія.
Перші досягнення Г'ю пов'язані з веслуванням. У 1977 він виграв «Національний молодіжний чемпіонат з веслування» (двійка зі стерновим), а також виступав за Молодіжну команду Англії на Світовому чемпіонаті. У 1980 Г'ю Лорі представляв Кембридж на «Університетській гонці човнів». Незважаючи на те, що їх команда програла гонку, відставши всього на півтора метра на дистанції 6779 метрів, Лорі здобув престижну нагороду Blue. Зараз є членом одного зі старих клубів з академічного веслування — Leander Club.
У Кембріджі Г'ю Лорі познайомився з Емою Томпсон та Стівеном Фраєм, разом з якими він почав свою акторську кар'єру у театрі «Вогні рампи Кембриджу» (Cambridge Footlights Revue). У 1981 він стає президентом цього театру.
Г'ю зробив дуже успішну кар'єру коміка на британському телебаченні. Разом з популярним комедійним актором Стівеном Фраєм він брав участь у культовому шоу «Трохи Фрая та Лорі» (A Bit of Fry & Laurie), а також з'являвся в епізодичних ролях знаменитого комедійного серіалу Чорна гадюка, де він грав разом з Роуеном Аткінсоном. Але справжнє визнання критиків і національна любов прийшли до Г'ю Лорі після того, як він зіграв роль Берті Вустера у серіалі «Дживс і Вустер», заснованому на творах Пелема Вудгауза, у дуеті з Фраєм.
Г'ю Лорі був режисером ряду телепередач і реклам, склав і записав величезну кількість пісень, друкувався в газеті London's The Daily Telegraph. Г'ю записав величезну кількість аудіокниг.
Окрім роботи на телебаченні, Г'ю Лорі є також автором шпигунського детектива «Торговець зброєю» (The Gun Seller, 1996), який уже було адаптовано у кіносценарій. Заплановане продовження — «Паперовий воїн» (The Paper Soldier) — мало вийти 2009 року, проте станом на 2017 рік книга так і не вийшла.
У Голлівуді Г'ю Лорі відомий за ролями в таких фільмах, як «101 далматинець» (1996) і «Стюарт Літл 1-3» (Stuart Little).
З 2004 по 2012 роки Г'ю Лорі грав ексцентричного доктора Грегорі Хауса в однойменному серіалі «Доктор Хаус», за роль якого він отримав дві нагороди «Золотий глобус» і був номінований на «Еммі».

## Г'ю Лорі і Україна
У Г'ю Лорі особливі, надзвичайно теплі стосунки з Україною і українцями. Частково це пояснюється великою популярністю, порівняно з іншими країнами, серіалу «Доктор Хаус» в Україні. Популярність Г'ю Лорі серед українських фанатів, спричинена популярністю його персонажа — доктора Хауса. Г'ю Лорі вирішив віддячити своїм українським фанатам: 13 серія 8 сезону була повністю присвячена Україні. Зокрема у цій серії Хаус хотів одружитися з українкою, а на стіну повісив портрет Тараса Шевченка.
20 червня 2012 року Г'ю Лорі виступив на концерті зі своєю групою в Києві. На концерті він сказав кілька слів українською мовою, а саме: «добрий вечір», «будьмо», і «дякую». На цьому ж концерті заявив, що не згідний з результатом матчу Україна-Англія, у якому Англія перемогла.
3 2014 року активно критикує агресію Росії проти України, Путіна і заявив про особистий бойкот російських товарів.
У 2015 році Г'ю Лорі і Джордж Клуні знялися у фільмі Земля майбутнього: Світ за межами. У цьому фільмі використано кадри з Майдану. Обидва актори підтримали Майдан.

## Фільмографія
- 2023 — Все те незриме світло — Етьєн Леблан
- 2022 — Дивовижний Моріс — Моріс
- 2020 — Авеню 5 — Раян Кларк, капітан «Авеню 5»
- 2019 — Історія Девіда Коперфілда — містер Дік
- 2019 — Пастка-22 — майор де Каверлі
- 2018 — Голмс та Ватсон — Майкрофт Голмс
- 2016 — Шанс — доктор Елдон Шанс
- 2015 — Нічний адміністратор — Річард Онслоу-Ропер
- 2015 — Віце-президент — Том Джеймс
- 2015 — Земля майбутнього: Світ за межами — Девід Нікс
- 2012 — Містер Піп — вчитель
- 2011 — Секретна служба Санта-Клауса — Стів (озвучування)
- 2011 — Повстання вухастих (мультфільм) — тато Ка-Ве
- 2011 — Любовна халепа — Девід (батько)
- 2010 — Сімпсони — Роджер (голос), 22 сезон, 4 епізод
- 2009 — Монстри проти чужих — доктор Тарган, озвучування
- 2008 — Королі вулиць — капітан Джеймс Біггс
- 2004-2012 — Доктор Хаус — доктор Грегорі Хаус
- 2005 — Велика порожнеча — Doctor #5
- 2005 — Стюард Літл 3: Поклик природи — містер Фредерік Літтл (озвучування)
- 2005 — Хоробрик — Пернатий спецзагін — Гатсі (озвучування)
- 2004 — The Tale of Jack Frost (ТБ) — голос за кадром
- 2004 — Політ Фенікса — Іен
- 2003 — А от і гості (ТБ) — Лорд Бернард Кларк
- 2003 — Fortysomething — Пол Slippery (три епізоди)
- 2003 — Стюард Літл (серіал, ТБ) — містер Фредерік Літтл
- 2002 — Lost in the Snow (ТБ) — голос Тедді
- 2002 — Стюарт Літтл 2 — містер Фредерік Літтл
- 2002 — Spooks — Джулс Сівітер
- 2002 — Dragans of New York (ТБ)
- 2001 — Second Star to the Left (ТБ) — голос кролика Арчі
- 2001 — Сім'янин — Bar Patron, доктор Грегорі Хаус, себе
- 2001 — Chica de Rio — Реймонд
- 2001 — The Piano Tuner — Чарльз
- 2001 — Життя з Джуді Гарленд: я і мої тіні (ТБ) — Вінсент Міннеллі
- 2000 — Dominion (серіал ТБ)  — Freleng
- 2000 — Preston Pig (серіал ТБ) (голос)
- 2000 — Maybe Baby — Сем Белл
- 2000 — Randall & Hopkirk (Deceased) — Dr. Lawyer
- 2000 — Carnivale — голос Цензо
- 2000 — Маленький сірий кролик (серіал ТБ) — голос зайця
- 2000 — Lounge Act — (голос)
- 1999 — The Nearly Complete and Utter History of Everything (ТБ) — French Ambassador
- 1999 — Чорна Гадюка: взад і вперед — Віконт Джордж Бафтон-Тафтон / Георгіус
- 1999 — Стюарт Літтл — містер Фредерік Літтл
- 1999 — Останнє Різдво Санти (ТБ) — голос чайки Джеффрі
- 1998 — Кузина Бетта — барон Юло д'Ерві
- 1998 — Друзі — сусід Рейчел у літаку, 4 сезон, 24 епізод
- 1998 — Людина у залізній масці — П'єр, королівський радник
- 1998 — The Bill — Гаррап
- 1997 — Spice World — Еркюль Пуаро
- 1997 — The Borrowers — поліцейський Steady
- 1997 — The Place of Lions (ТБ) — Стів Гарріс
- 1997 — The Ugly Duckling — голос Тарквін
- 1996 — Tracey Takes On... (серіал, ТБ) — Тімоті 'Тіммі' Багг
- 1996 — 101 далматинець — Джаспер
- 1996 — Murder Most Horrid — Джеррі Брайс (1 епізод)
- 1996 — Помста Снігової Королеви — горобець (голос)
- 1996 — The Best of Tracey Takes On... (ТБ) — Тімоті 'Тіммі' Багг
- 1995 — The World of Peter Rabbit and Friends — Джонні Town-Mouse
- 1995 — Розум і почуття — містер Палмер
- 1995 — Look at the State We're In! (мінісеріал, ТБ) — Режисер / сер Майкл Джаффа
- 1995 — Шоу Фрая і Лорі — різні ролі
- 1995 — Снігова королева — Peeps (голос)
- 1995 — The Adventures of Mole (ТБ) — Toad
- 1994 — A Pin for the Butterfly — дядько
- 1993 — All or Nothing at All (ТБ) — Лео Гопкінс
- 1993 — The Legends of Treasure Island (серіал, ТБ) — Сквайр Трелоні
- 1993 — Дживс і Вустер — Берті Вустер
- 1992 — Друзі Пітера — Роджер Чарльстон
- 1989 — Чорна Гадюка йде вперед — Лейтенант високоповажний Джордж Колтгерст Сент-Барлі
- 1989 — Strapless — Колін
- 1989 — The New Statesman — офіціант
- 1989 — Hysteria 2! (ТБ) — Білл Шекспір
- 1988 — Les Girls (серіал, ТБ)
- 1988 — Чорна Гадюка: роки роялістів (ТБ) — охоронець Кромвеля
- 1988 — Різдвяна пісня Чорної Гадюки (ТБ) — Георг, принц-регент / Лорд Пігмот
- 1987 — Чорна Гадюка Третій — Принц Георг, принц-регент, їхній господар
- 1987 — The Laughing Prisoner (ТБ) — асистент
- 1987 — Filthy Rich & Catflap — Альфонс Н'Бенд
- 1987 — Up Line (ТБ)
- 1986 — Girls on Top — Том
- 1986 — Чорна Гадюка II — Принц Людвіг, епізод «Кайдани»
- 1986 — Чорна Гадюка II — Саймон Партридж, епізод «Пиво»
- 1985 — Щасливі родини — Джим
- 1985 — День народження місіс Каппер (ТБ) — Боббі
- 1985 — Plenty — Майкл
- 1984 — The Young Ones — Лорд Монті
- 1983 — The Crystal Cube (ТБ) — Макс Белгейвен / різні ролі
- 1983 — Alfresco (телесеріал) — різні ролі
- 1982 — Cambridge Footlights Revue (ТБ)

## Відеоігри
| Рік  | Назва             | Роль   | Примітки |
| ---- | ----------------- | ------ | -------- |
| 2014 | LittleBigPlanet 3 | Ньютон | Голос    |

## Нагороди та номінації

### Нагороди
Golden Globe Awards
- 2006 — Best Performance by an Actor in a Television Series — Drama
- 2007 — Best Performance by an Actor in a Television Series — Drama

Venice Family Clinic
- 2009 — За благочинну діяльність

Screen Actors Guild Awards
- 2007 — Outstanding Performance by a Male Actor in a Drama Series

Teen Choice Awards
- 2007 — TV — Choice Actor «House M.D.»

Television Critics Association
- 2005 — Individual Achievement in Drama
- 2006 — Outstanding Individual Achievement in Drama

Valley Community Clinic Visionary Award
- 2007 — за допомогу залучення уваги щодо цінності легкого, доступної для всіх охорони здоров'я.

Satellite Awards
- 2005 — Outstanding Actor in a Series, Drama
- 2006 — Best Actor in a Series, Drama

People Choice Awards
- 2009 — Найкращий драматичний актор ТБ (Best TV Drama Actor)
- 2011 — Найкращий драматичний актор ТБ (Best TV Drama Actor)
- 2011 — Найкращий лікар ТБ (Best TV Doctor)

### Номінації
Prism Awards
- 2006 — Nominated — Performance in a Drama Series Episode
- 2007 — Nominated — Performance in a Drama Series, Multi-Episode Storyline

Golden Globe Awards
- 2008 — Best Performance by an Actor in a Television Series — Drama
- 2009 — Best Performance by an Actor in a Television Series — Drama

Screen Actors Guild Awards
- 2006 — Outstanding Performance by a Male Actor in a Drama Series
- 2008 — Outstanding Performance by a Male Actor in a Drama Series
- 2009 — Outstanding Performance by a Male Actor in a Drama Series
- 2009 — Outstanding Performance by an Ensemble in a Drama Series

Teen Choice Awards
- 2006 — TV — Choice Actor «House M.D.»

Television Critics Association
- 2007 — Individual Achievement in Drama

Satellite Awards
- 2007 — Best Actor in a Series, Drama

#### Премія «Еммі»
- 2005 — номінований — Найкраща чоловіча роль у драматичному телесеріалі
- 2007 — номінований — Найкраща чоловіча роль у драматичному телесеріалі
- 2008 — номінований — Найкраща чоловіча роль у драматичному телесеріалі
- 2009 — номінований — Найкраща чоловіча роль у драматичному телесеріалі
- 2010 — номінований — Найкраща чоловіча роль у драматичному телесеріалі
- 2011 — номінований — Найкраща чоловіча роль у драматичному телесеріалі

#### Young Artist Awards
- 1999 — Best Performance in a Feature Film — Young Ensemble for: The Borrowers (1997) (shared with: Bradley Pierce, Mark Williams, Flora Newbigin)

## Музика

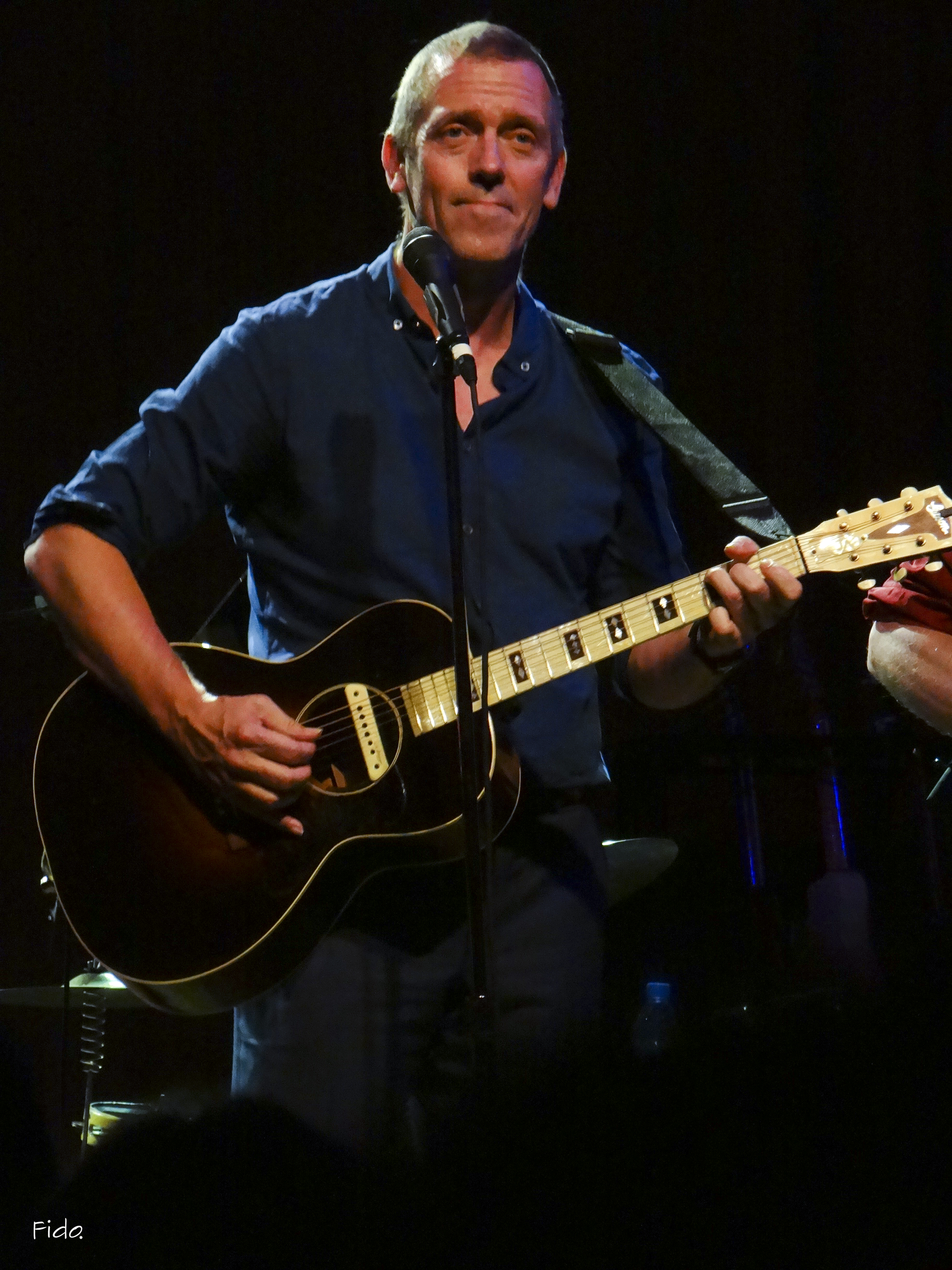
Г'ю з концертом у Лос-Анджелесі в 2012 році.

26 липня 2010 року стало відомо про початок запису Г'ю Лорі музичного альбому в жанрі Орлеанського блюзу. Було підписано договір із медіа-гігантом Warner Music. Альбом Let Them Talk вийшов на восени 2010 року, він містить 15 записів.

### Альбом Let Them Talk

##### Перелік треків
(в дужках — оригінальні виконавці)
- Г'ю Лорі — St James Infirmary (Луї Армстронг / Snooks Eaglin)
- Г'ю Лорі — You Don't Know My Mind (Lead Belly)
- Г'ю Лорі — Six Feet Cold (Leroy Carr)
- Г'ю Лорі — Buddy Bolden's Blues (Jelly Roll Morton)
- Г'ю Лорі — Battle of Jericho (Sister Rosetta Tharpe)
- Г'ю Лорі — After You've Gone (Бессі Сміт / Fats Waller)
- Г'ю Лорі — Swanee River (Ray Charles / Доктор Джон)
- Г'ю Лорі — The Whale Has Swallowed Me (J.B. Lenoir)
- Г'ю Лорі — John Henry (Memphis Slim / Snooks Eaglin)
- Г'ю Лорі — Police Dog Blues (Blind Blake)
- Г'ю Лорі — Tipitina (Professor Longhair)
- Г'ю Лорі — Winin' Boy Blues (Jelly Roll Morton)
- Г'ю Лорі — They're Red Hot (Роберт Джонсон)
- Г'ю Лорі — Baby Please Make a Change (Mississippi Sheiks)
- Г'ю Лорі — Let Them Talk (James Booker)

##### Виконавці
- Jay Bellerose (ударні)
- David Piltch (бас)
- Greg Leisz (гітара, добро, мандоліна)
- Patrick Warren (клавішні)
- Kevin Breit (гітара, мандоліна)
- Allen Toussaint — аранжування для духових інструментів

##### Запрошені вокалісти
- Доктор Джон («After You've Gone»)
- Irma Thomas («John Henry» і «Baby, Please Make A Change»)
- Том Джонс («Baby, Please Make A Change»)

### Музичні відео
| Рік  | Виконавець   | Пісня                               | Альбом            |
| ---- | ------------ | ----------------------------------- | ----------------- |
| 1986 | Кейт Буш     | Відео для «Experiment IV»           | «The Whole Story» |
| 1992 | Енні Леннокс | Відео для «Walking on Broken Glass» | «Діва»            |